# Alfred Otto Rabe von Pappenheim
Alfred Otto Rabe von Pappenheim (* 2. September 1808 in Kassel; † 24. Dezember 1851 in Stammen) war ein kurhessischer Offizier und Gutsbesitzer. Rabe von Pappenheim war von 1847 bis 1848 Mitglied der kurhessischen Ständeversammlung.

## Leben

### Familie
Er entstammte der alten ursprünglich westfälischen Adelsfamilie Rabe von Pappenheim. Sein Vater Wilhelm Maximilian Rabe von Pappenheim war Kammerherr und Oberhofmeister des Prinzen Carl Friedrich von Sachsen-Weimar-Eisenach. In Weimar lernte er die 20 Jahre jüngere Diana Freiin Waldner von Freundstein kennen und verliebte sich in sie. Beide heirateten am 6. September 1806 in Weimar. 1808 musste das Paar in das neu geschaffene Königreich Westphalen zurückkehren, da sie sonst ihre Besitzungen und Güter verloren hätten. Beide gingen an den Hof zu König Jérôme Bonaparte, dem jüngsten Bruder von Napoleon, nach Kassel. Wilhelm wurde Kammerherr des westfälischen Königs und Diana Kammerfrau von Königin Katharina.
Alfred Otto war der zweite Sohn des Paars. Sein älterer Bruder Gottfried August Maximilian (* 6. Juni 1807 in Weimar; † 23. Februar 1874 in Weimar) wurde königlich hannoverischer Oberstleutnant. Er diente zuletzt im Garde-Regiment zu Fuß. Im September 1811 brachte Diana eine Tochter zur Welt, die spätere Schriftstellerin Jenny von Gustedt. Sie war eine uneheliche Tochter von König Jérôme, der sie auch bei ihrer Taufe in den Armen hielt. Da die Ehe Dianas mit Wilhelm Rabe von Pappenheim noch bestand, erkannte dieser das Kind als seine eheliche Tochter an. Im Oktober 1813 gebar Diana eine weitere Tochter, die nach ihrer Geburtsstätte den Namen Marie Pauline von Schönfeld erhielt. Sie starb 1873 als Oberin des Klosters Notre Dame des Oiseaux.
1815, nach dem Tod von Wilhelm Maximilian Rabe von Pappenheim, heiratete Diana Rabe von Pappenheim in zweiter Ehe den Staatsminister von Sachsen-Weimar-Eisenach Ernst Christian August von Gersdorff. Aus der Ehe ging eine Tochter hervor. Gersdorff holte auch Dianas Tochter Jenny und ihre beiden Söhne Gottfried August Maximilian und Alfred Otto zu sich.

### Beruflicher Werdegang
Rabe von Pappenheim wurde Leutnant in der kurhessischen Garde du Corps. Es kam zu einem Duell mit dem Leutnant Eduard von Haynau, dem späteren kurhessischen Kriegsminister. Wegen des Duells trat er 1827 in russische Militärdienste und erlebte dort als Premierleutnant der Husaren den russisch-türkischen und russisch-polnischen Krieg.
1835 nahm er seinen Abschied vom Militärdienst und zog sich auf sein ererbtes Stammgut zu Stammen zurück. Sein älterer Bruder Gottfried August Maximilian erhielt den Familienbesitz in Liebenau. Am 18. Mai 1847 wurde Rabe von Pappenheim Mitglied der kurhessischen Ständeversammlung, dem 10. Landtag, als Vertreter für die Ritterschaft des Diemelstroms. Ein Amt, das er bis zum 31. Oktober 1848 ausübte. Er starb am Weihnachtsabend 1851 im Alter von 43 Jahren auf seinem Gut Schloss Stammen.

### Ehen und Nachkommen
Alfred Otto Rabe von Pappenheim heiratete am 22. September 1837 in Kassel Marie Elisabeth Rommel (* 27. Mai 1817 in Kassel; † 2. November 1841 in Stammen), die Tochter des Obergerichtsprokurators Philipp Rommel. Aus der Ehe gingen drei Söhne hervor. Nach dem Tod seiner Frau ehelichte er am 4. April 1843 deren jüngere Schwester Katharina Sophie Elisabeth Rommel (* 1. Oktober 1822 in Kassel; † 22. Februar 1877 in Kassel). Das Paar hatte vier Kinder, einen Sohn und drei Töchter.
Ernst Heinrich Rabe von Pappenheim (* 15. Januar 1840 in Stammen; † 2. Februar 1884 in Düsseldorf), sein Sohn aus erster Ehe, wurde königlich preußischer Major. Er diente zuletzt im 2. Westfälisches Husaren-Regiment Nr. 11. Sein jüngerer Bruder Gustav Rabe von Pappenheim (* 12. Februar 1841 in Stammen) diente als Rittmeister im 2. Großherzoglich Mecklenburgisches Dragoner-Regiment Nr. 18. Er veröffentlichte 1892 die Erlebnisse seines Vaters in Weimar sowie während dessen kurhessischen und russischen Militärdiensten. Meta Charlotte Rabe von Pappenheim (* 27. August 1847 in Stammen; † 1935), eine Tochter aus zweiter Ehe, heiratete Carl von Altenbockum, Konsistorialpräsident in Kassel, Landrat in Rotenburg an der Fulda und Abgeordneter des Kommunallandtages in Kassel.